# Mario Pescante

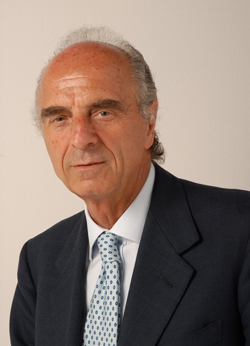
Mario Pescante

Mario Pescante (* 7. Juli 1938 in Avezzano) ist ein italienischer Politiker und Sportfunktionär. Von 2009 bis 2012 war er Vizepräsident des Internationalen Olympischen Komitees.

## Leben
Pescante studierte Jura an der Universität La Sapienza in Rom, war als Mittelstreckenläufer aktiv und wurde 1955 1500 m der Unione Italiana Sport Per tutti (=Italienischer Arbeitersport) und 1957 italienischer Hochschulmeister über 1000 m. Er war zunächst ehrenamtlicher Sportreferent seiner Hochschule. Nach dem Examen wurde er von 1968 bis 1973 als Assistent am Lehrstuhl für Finanz- und Wirtschaftsrecht der Juristischen Fakultät seiner Universität übernommen und hat seit der Zeit regelmäßig Vorlesungen meist über Sportrecht gehalten. Er war Sportwart des Italienischen Leichtathletikverbandes (FIDAL) und gründete 1964 das internationale Bruno Zauli Memorial-Sportfest in Rom.
1973 wurde er Generalsekretär des Italienischen Olympischen Komitees (CONI), in dem er 1993 zum hauptamtlichen Präsidenten gewählt wurde. Er war bei sieben Olympischen Sommer und bei fünf Winterspielen Chef de Mission der italienischen Mannschaft und wurde 1994 als Mitglied des Internationalen Olympischen Komitees gewählt. Im selben Jahr gründete er die Italienischen Nationale Olympische Akademie, 1996 half er dem European Committee for Sports History seinen 1. Kongress im italienischen Trainingszentrum in Aqua Acetosa durchzuführen.
1998 trat er als Präsident zurück, da er die Verantwortung für den Dopingskandal des italienischen Fußballs übernahm. In der darauf folgenden Parlamentswahl (2001) kandidierte er auf der Liste Berlusconi für Lazio, wurde gewählt und wurde im 2. und 3. Kabinett Berlusconi Staatssekretär für Jugend und Sport, sodass er der Vorgesetzte seines Nachfolgers als Präsident des CONIs wurde. Er ist seit der Zeit Mitglied des italienischen Parlaments und gegenwärtig (2015) der Vorsitzende der Kommission für Europa-Angelegenheiten.
Von 2001 bis 2006 war er Vizepräsident der Vereinigung der Nationalen Olympischen Komitees, Mitglied des Exekutivkomitees des IOC (2006–2009), 2009–2012 wurde er als erster Italiener überhaupt zum Vizepräsidenten des IOC gewählt. Er trat vorzeitig zurück, da er sich von der italienischen Regierung als Vorsitzender des Bewerbungskomitees für die Olympischen Spiele 2020 in Rom desavouiert sah, da die italienische Regierung Mario Monti ihre Unterstützung zurückgezogen hatte. 2014 wandte er sich gegen die Einmischung des amerikanischen Präsidenten Barack Obama in Angelegenheiten der Olympischen Spiele in Sotschi, da dieser zu Aktionen amerikanischer homosexueller Athleten in Sotschi aufgerufen hatte.
Er ist Mitglied im italienischen Verwaltungsrat für Telekommunikation STET (Società Finanziaria Telefonica e Telecomunicazioni), Mitglied im Aufsichtsrat der BNL (Banca Nazionale del Lavoro - Sezione Crediti Speciali), Mitglied im Aufsichtsrat für Vergabe von Krediten für Sportstätten (Banca di credito speciale per gli impianti sportivi).
Pescante ist verheiratet und hat drei Töchter.